# 明吉措姆
明吉措姆（？—），女，藏族，中华人民共和国政治人物。现任西藏藏医药大学藏医系副教授。第十四届全国政协委员。